# Martina Krähenbühl
Martina Krähenbühl (* 9. November 1984) ist eine ehemalige Schweizer Duathletin und mehrfache Schweizermeisterin (2005, 2015).
Fährt heute Strassenrennen mit dem Rad und ist mehrfache Schweizermeisterin im Bergzeitfahren.

## Werdegang
Bei der Duathlon-Weltmeisterschaft Junioren wurde sie im August 2003 Sechste. Im Oktober 2003 wurde Krähenbühl in Italien Vizeeuropameisterin im Duathlon bei den Juniorinnen.
2005 gewann sie mit neuem Streckenrekord den Napf-Marathon.

Im April 2009 wurde Martina Krähenbühl Fünfte bei der Duathlon-Europameisterschaft im Rahmen des Powerman Holland (15 km erster Lauf, 60 km Radfahren und 7,5 km zweiter Lauf).

### Schweizermeisterin Duathlon 2015
In Zofingen wurde sie im Mai 2015 nach 2005 zum zweiten Mal Schweizer Duathlon-Meisterin. Im September startete sie bei der Duathlon-Weltmeisterschaft auf der Langdistanz beim Powerman Zofingen, zog sich aber bei einem Sturz einen Schlüsselbeinbruch zu und konnte das Rennen nicht beenden.
Im August 2017 zog sich die damals 32-Jährige bei einem Radsturz eine Felsenbeinlängsfraktur und einen Trommelfellriss zu.
Seit 2018 tritt Martina Krähenbühl im Duathlon nicht mehr international in Erscheinung.
Martina Krähenbühl lebt in Münsingen.

## Sportliche Erfolge
| Datum/Jahr    | Rang | Wettbewerb                                      | Austragungsort    | Zeit       | Bemerkung |
| ------------- | ---- | ----------------------------------------------- | ----------------- | ---------- | --- |
| 2. Sep. 2018  | DNF  | Powerman Zofingen                               | Zofingen          | –          | |
| 29. Apr. 2013 | 2    | Rheintal Duathlon                               | Marbach           | 00:57:18   | 4 km Laufen, 17 km Radfahren und 4 km Laufen                                                                                  |
| 6. Sep. 2015  | DNF  | ITU Long Distance Duathlon World Championships  | Zofingen          | –          | Duathlon-Weltmeisterschaft auf der Langdistanz beim Powerman Zofingen                                                         |
| 17. Mai 2015  | 1    | Schweizer Duathlon-Meisterschaften              | Zofingen          | 01:41:21   | |
| 28. Apr. 2013 | 4    | Rheintal Duathlon                               | Marbach           | 00:58:42   | |
| 25. Juni 2011 | 1    | Swiss Duathlon Cup                              | Spiez             | 01:14:46   | Sieg in der vierten von sechs Veranstaltungen (5 km Laufen, 20 km Radfahren, 5 km Laufen)                                     |
| 15. Mai 2011  | 2    | Intervall Duathlon Zofingen                     | Zofingen          | 01:42.31,4 | Zweite hinter Alexandra Schaller (4 km Laufen, 16 km Radfahren, 4 km Laufen, 16 km Radfahren und 4 km Laufen)                 |
| 25. Apr. 2010 | 1    | Rheintal Duathlon                               | Marbach           | 00:56:23   | Siegerin im Rennen des Swiss Duathlon Cup 2010, vor Jacqueline Uebelhart                                                      |
| 16. Aug. 2009 | 1    | Swiss Duathlon Cup                              | Baldegg           | 01:11:26   | 5 km Laufen, 20 km Radfahren, 5 km Laufen                                                                                     |
| 26. Apr. 2009 | 3    | DTU Deutsche Meisterschaft Duathlon             | Backnang          | 02:08:28   | Offene Deutsche Meisterschaft Duathlon, auf der Kurzdistanz                                                                   |
| 19. Apr. 2009 | 5    | Powerman Holland                                | Horst aan de Maas | 03:07:19   | Powerman-EM (15 km Laufen, 60 km Radfahren, 7,5 km Laufen)                                                                    |
| 2005          | 1    | Schweizer Duathlon-Meisterschaften              | Zofingen          |            | |
| 25. Okt. 2003 | 2    | ETU Duathlon European Championship Junior Women | Varallo           | 01:05:04   | Duathlon-Vizeeuropameisterin Juniorinnen, im norditalienischen Varallo Sesia (5 km Laufen, 20 km Radfahren und 2,5 km Laufen) |
| 31. Aug. 2003 | 6    | ITU Duathlon World Championships Junior Women   | Affoltern         | 01:18:06   | Duathlon-Weltmeisterschaft Junioren                                                                                           |

| Datum/Jahr    | Rang | Wettbewerb       | Austragungsort | Zeit       | Bemerkung                                |
| ------------- | ---- | ---------------- | -------------- | ---------- | ---------------------------------------- |
| 25. Okt. 2009 | 8    | Lucerne Marathon | Luzern         | 01:18:01   | Halbmarathon                             |
| 10. Okt. 2009 | 3    | Hallwilerseelauf | Kanton Aargau  | 01:19:48   | Halbmarathon                             |
| 9. Okt. 2005  | 1    | Napf-Marathon    | Trubschachen   | 03:29:14   | Sieg mit neuem Streckenrekord            |
| 26. Feb. 2005 | 1    | Reusslauf        | Bremgarten     | 00:35:21,5 | Sieg mit neuem Streckenrekord über 11 km |

(DNF – Did Not Finish)